# 光明影院
光明影院（Guang Ming Theatre），始建于1919年，由英国籍印度人巴立建造，原名为“光明社”。坐落在天津法租界的福煦将军路和杜总领事路交口附近（今天津市和平区滨江道167号），在历史上和现在都是天津的一座大型影剧院。作为天津租界时代留存下来的重要建筑之一，该建筑目前是天津市文物保护单位和重点保护等级历史风貌建筑。

## 历史沿革
1919年，光明影院由英国籍印度人巴立建造，取名为“光明社”，时任经理为韦耀乡。1927年，光明社由上海联华影片公司的罗明佑接管并开始经营，在当时，光明社归属华北电影公司，更名为光明影院，由英籍华人芦根任董事长，罗明佑任经理，并办至天津法租界福煦将军路(今天津市和平区滨江道167号)现址。在当时，光明影院有1500个座席。不久，光明影院又改名为光明大戏院，主要演出影剧，当时的观众多为在津商人。1933年，胡蝶主演的电影《姊妹花》在光明影院上映，创造了连续90天满座的票房记录。此后，蔡楚生编导的电影《渔光曲》又在该影院上映，又创造了连续100多天满座的票房记录。1934年，光明影院归属北中电影公司经营管理，由陈霁堂和冯紫墀接管。1938年，陈霁堂逝世后，光明影院由冯紫墀与刘琦和英籍华人芦根合营，归属平安影业公司，经理为曹梁叔。在当时，由于光明影院管理层不断改善电影设备、提高声光质量并率先实行对号入座的新办法，而且还积极引进美国好莱坞影片，因此，光明影院的上座率在天津市当时的影院中名列前茅。1941年，日本占领天津时期，光明影院的资产被日方没收并交给日商华业影片公司代管。日本投降后，冯紫墀继续经营光明影院，在当时仍属平安影业公司。中华人民共和国成立后，1952年，光明影院改为国营专业电影院。1966年，文化大革命开始后，光明影院改名为红卫兵影院。1971年，影院恢复光明影院本名，并增设宽银幕。1987年，光明影院投资100万元人民币引进英国的电影立体声音响设备并更新软座席，增设豪华大屏幕录像厅、咖啡厅等设备。1987年，光明影院全年的电影放映收入为147万元。1995年至1997年期间，光明影院安装有数字式广播输出系统和数码环音立体电影放映系统。

## 建筑风格
光明影院建筑面积为1843平方米，外立面为三段对称设计，顶部设有塔亭，塔亭约三层楼高并逐层退缩，塔亭两侧设有山花形状的女儿墙，塔亭的外立面设有铁栏装饰的透窗。建筑二至四楼中间的墙面上装饰有大玻璃窗、窗套浮雕、墙面镶贴琉璃面砖和棋子分格。光明影院建筑内部分门厅、过厅和剧场三个部分，进入门厅，迎面为通向二楼过厅的楼梯，楼梯的扶手立柱设有水火两盏灯饰。剧场两侧墙壁上装饰有形似葱头形状的小尖塔穹顶、由钟乳体烘托的凸窗和阳台、多圆心样式的尖券、形如绞绳式的柱子以及图案精美细致的栏杆和窗棂等等，剧场顶棚上装饰有星光灿烂的的夜空景色。剧场内部平面布置紧凑合理，分前台和后台，后台悬挂有布景，前台设有乐池。建筑一楼入口处设有玻璃门，两侧设有柱子，柱子上面的横额呈拱形山花状，并作为牌匾，上书“光明社”。在当时，光明影院率先实行对号入座的管理办法，楼上的汉白玉大柜台上设有对号入座的座位表，观众可以任意挑选座位进行观影。

## 相关链接
- 天宫影院
- 大光明影院
- 大光明电影院